# Velocipes
Genre
Espèce
Velocipes (signifiant « pied rapide ») est un genre possible de dinosaures théropodes du Trias supérieur retrouvé en Pologne. L'espèce-type, V. guerichi, a été décrite en premier par von Huene en 1932. Le genre est considéré par certains chercheurs comme nomen dubium.